# Вулонгонг
Вулонгонг (енгл. Wollongong) је град Аустралији у савезној држави Нови Јужни Велс. Према попису из 2006. у граду је живело 234.482 становника. Вулонгонг је девети град по величини у Аустралији.

## Становништво
Према попису, у граду је 2006. живело 234.482 становника.
| 1991.   | 1996.   | 2001.   | 2006.   |
| ------- | ------- | ------- | ------- |
| 211.417 | 219.761 | 228.846 | 234.482 |

## Партнерски градови
- Кавасаки
- Палм Дезерт
- Охрид